# Iglesia de San Menas (Citnos)
La Iglesia de San Menas (en griego: Άγιος Μηνάς Δρυοπίδας) es una iglesia ortodoxa griega y un monumento protegido en Driopida, en la isla cicládica de Citnos, Grecia.

## Localización y descripción
San Menas se sitúa en el barrio de Galatas, en Driopida. Se trata de una iglesia de una sola habitación con un techo de tejas  a dos aguas. Tiene un iconostasio de madera tallada, en su mayor parte ornamentado y de construcción antigua, complementado con añadidos más recientes en los extremos. Se estima que fue trasladada a San Minas desde otra iglesia más pequeña y está en buen estado. En el interior de la iglesia se conserva un elaborado epitafio y un trono despótico.
Está clasificado desde 1987 como monumento del arte bizantino/post-bizantino. La iglesia celebra el 11 de noviembre y la celebración va acompañada de un festival.